# Toby Gerhart
Tobinbo Gunnar „Toby“ Gerhart (* 28. März 1987 in Norco, Kalifornien) ist ein ehemaliger US-amerikanischer American-Football-Spieler auf der Position des Runningbacks. Er spielte zuletzt für die Jacksonville Jaguars in der National Football League (NFL).

## College
Gerhart startete seine College-Karriere 2006 an der Stanford University als Halfback, anfangs nur als Backup. Das darauf folgende Jahr konnte Toby Gerhart gar nur ein Spiel absolvieren, ehe er aufgrund einer Knieverletzung die restliche Saison ausschied. 2008 gelang ihm der Durchbruch und er brach mit 1.136 erlaufenen Yards den Schulrekord. Zusätzlich kam er auf 15 Touchdowns. Durchschnittlich erlief er pro Versuch 5,4 Yards. Seine Leistungen konnte er im Jahr darauf erneut verbessern, erlief 2009 1.871 Yards und erzielte 28 Touchdowns. Am Ende seiner College-Karriere belegte er den zweiten Platz in der Geschichte der Stanford University mit 3.522 erlaufenen Yards und einen neuen Rekord mit 44 Touchdowns. Während seiner College-Zeit erhielt er eine Vielzahl an Auszeichnungen, wie beispielsweise die Jim Brown Trophy und den Doak Walker Award.
Gerhart spielte zudem im Baseball-Team auf der Position des Outfielders.
2024 wurde er für seine Leistungen am College in die College Football Hall of Fame aufgenommen.

## NFL

### Minnesota Vikings
Obwohl er durch seinen verletzungsbedingten Ausfall 2007 die Option auf ein zusätzliches College-Jahr ziehen hätte können, entschied er sich, 2010 direkt in den NFL Draft einziehen zu wollen. Dort verpflichteten die Minnesota Vikings den Runningback in der zweiten Runde als 51. Spieler. Gerhart blieb dort bis zur Saison 2013, wo er allerdings nur Backup hinter Adrian Peterson blieb.

### Jacksonville Jaguars
2014 wurde Gerhart von den Jacksonville Jaguars verpflichtet. Beide Seiten einigten sich auf einen Dreijahresvertrag.
Im März 2016 wurde Gerhart von den Jaguars entlassen.